# Hoodia ruschii
Hoodia ruschii — вид сукулентних квіткових рослин родини барвінкових (Apocynaceae).

## Поширення
Ендемік Намібії. Поширений лише у горах Тірас на сході країни. Росте на крутих гранітних схилах серед скель і невеликих чагарників.

## Опис
H. ruschii досягає близько 50 см заввишки. Має товсте, сіро-зелене стебло, покриті гострими, твердими шипами. Квіти червонувато-коричневі.